# St. Nikolaus (Elgersburg)

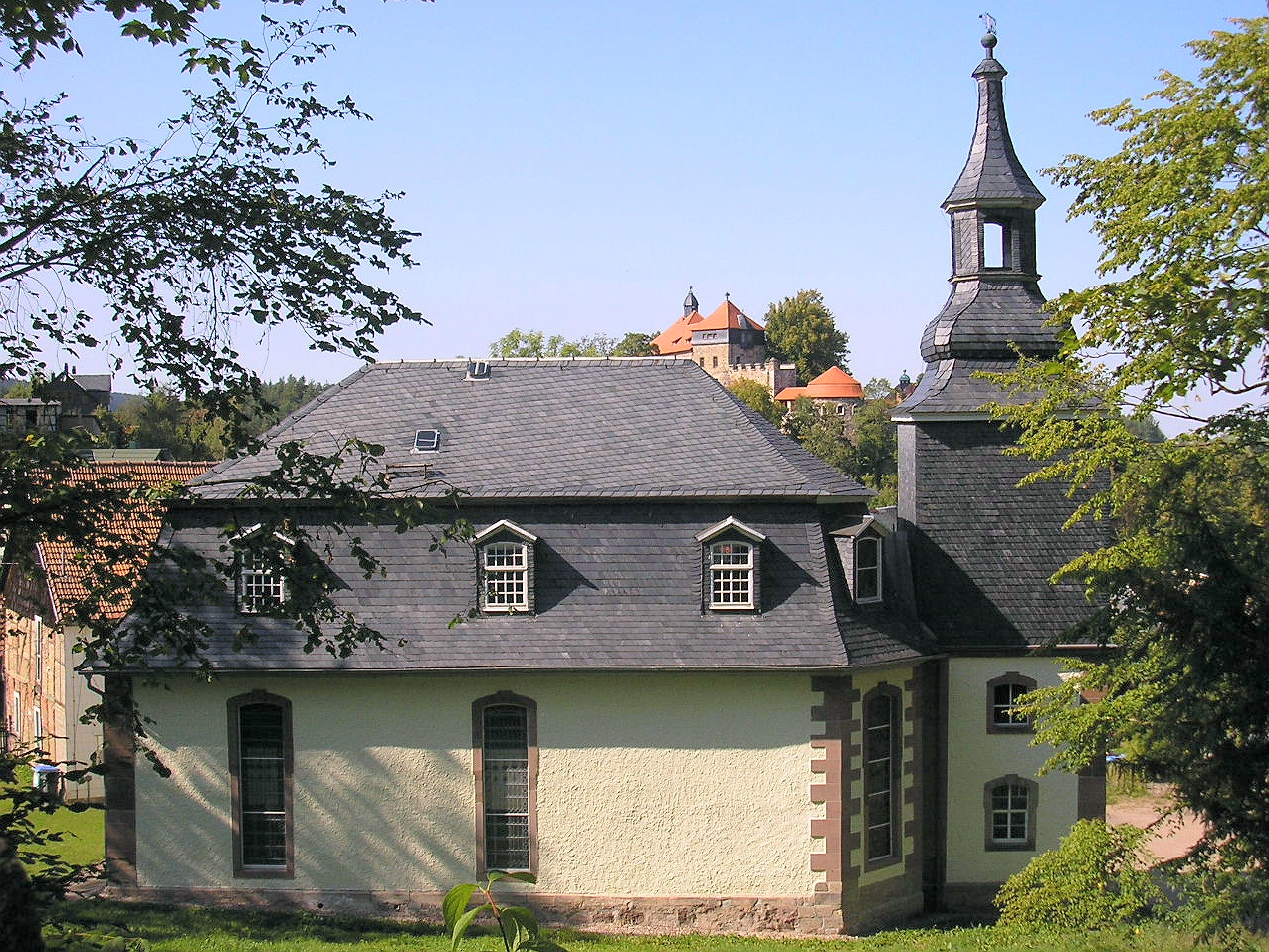
Die Dorfkirche (Südseite)

Die evangelische Kirche St. Nikolaus  steht in der Gemeinde Elgersburg im Ilm-Kreis in Thüringen. Sie gehört zur Kirchengemeinde Geratal im Kirchenkreis Arnstadt-Ilmenau der Evangelischen Kirche in Mitteldeutschland.

## Geschichte
Die Kirche war vorher eine Kapelle (Clausenkapelle), deren Erbauungsjahr nicht mehr nachgewiesen werden kann. 1758 wurde die Kirche neu errichtet. Der im Siebenjährigen Krieg stark beschädigte Turm wurde 16 Jahre später wieder hergestellt.
Eine Inschrift im Taufstein mit der Zahl 1767 verweist wohl auf das Anschaffungsjahr. Das auf der Taufschale eingravierte Jahr 1848 bezeugt das Anschaffungsdatum.
Im Jahr 2010 Jahr erfolgte, gefördert durch die Stiftung KiBa die Schwammsanierung im Mauerwerk auf der Nordseite und der Austausch der befallenen Hölzer sowie Putzarbeiten.